# Orazio Cremona
Orazio Cremona (né le 1er juillet 1989 à Johannesburg) est un athlète sud-africain, spécialiste du lancer du poids.

## Biographie
Aux Championnats d'Afrique 2010, Orazio Cremona se classe 3e au lancer du poids avec 18,27 m, derrière ses compatriotes Burger Lambrechts et Roelof Potgieter.
Deux ans plus tard, il devient vice-champion d'Afrique grâce à un lancer à 19,19 m. Il s'incline une nouvelle fois face à Burger Lambrechts (19,51 m).

### Palmarès
| Date | Compétition                    | Lieu        | Résultat | Performance |
| ---- | ------------------------------ | ----------- | -------- | ----------- |
| 2007 | Championnats d'Afrique juniors | Ouagadougou | 2e       | 17,66 m     |
| 2010 | Championnats d'Afrique         | Nairobi     | 3e       | 18,27 m     |
| 2012 | Championnats d'Afrique         | Porto-Novo  | 2e       | 19,19 m     |
| 2014 | Championnats du monde en salle | Sopot       | 7e       | 20,49 m     |
| 2014 | Jeux du Commonwealth           | Glasgow     | 4e       | 20,13 m     |
| 2014 | Championnats d'Afrique         | Marrakech   | 1er      | 19,84 m     |

### Records
| Épreuve         | Épreuve  | Performance | Lieu           | Date         |
| --------------- | -------- | ----------- | -------------- | ------------ |
| Lancer du poids | En plein | 20,63 m     | Port Elizabeth | 21 mars 2014 |
| Lancer du poids | En salle | 20,49 m     | Sopot          | 7 mars 2014  |